# Spilosoma frontalis
Spilosoma frontalis är en fjärilsart som beskrevs av Embrik Strand 1919. Spilosoma frontalis ingår i släktet Spilosoma och familjen björnspinnare. Inga underarter finns listade i Catalogue of Life.